# مارسيل بيرغر
مارسيل بيرغر (بالفرنسية: Marcel Berger )‏ (و. 1927 – 2016 م) هو رياضياتي، وأستاذ جامعي فرنسي، ولد في باريس، كان عضوًا في الأكاديمية الفرنسية للعلوم، توفي في باريس، عن عمر يناهز 89 عاماً.

## مناصب
تولى منصب مدير، معهد الدراسات العلمية المتقدمة (1985–1994).

## التعليم
تعلم في مدرسة الأساتذة العليا.

## جوائز
حصل على جوائز منها:
- Gaston-Julia Award  [لغات أخرى]‏ (1979)
- Leconte Prize [الإنجليزية]‏ (1978)
- وسام السعفات الأكاديمية من رتبة ضابط
- وسام جوقة الشرف من رتبة فارس.